# Himalopsyche kangsampa
Himalopsyche kangsampa är en nattsländeart som beskrevs av Schmid 1966. Himalopsyche kangsampa ingår i släktet Himalopsyche och familjen rovnattsländor. Inga underarter finns listade i Catalogue of Life.